# Amauridia ecuadoralis
Amauridia ecuadoralis là một loài bướm đêm trong họ Noctuidae.